# Formación Los Riscos
La Formación Los Riscos es una unidad geológica depositada durante el Aptiano (Cretácico Inferior), y aflora actualmente en el noroeste de la provincia de San Luis y sudeste de la provincia de San Juan, Argentina. Conforma la unidad basal del Grupo El Gigante, depositado sobre hemigrabenes en un ambiente extensional de rift.
Su nombre proviene de la forma de los afloramientos, que se asemejan a riscos o acantilados marinos.

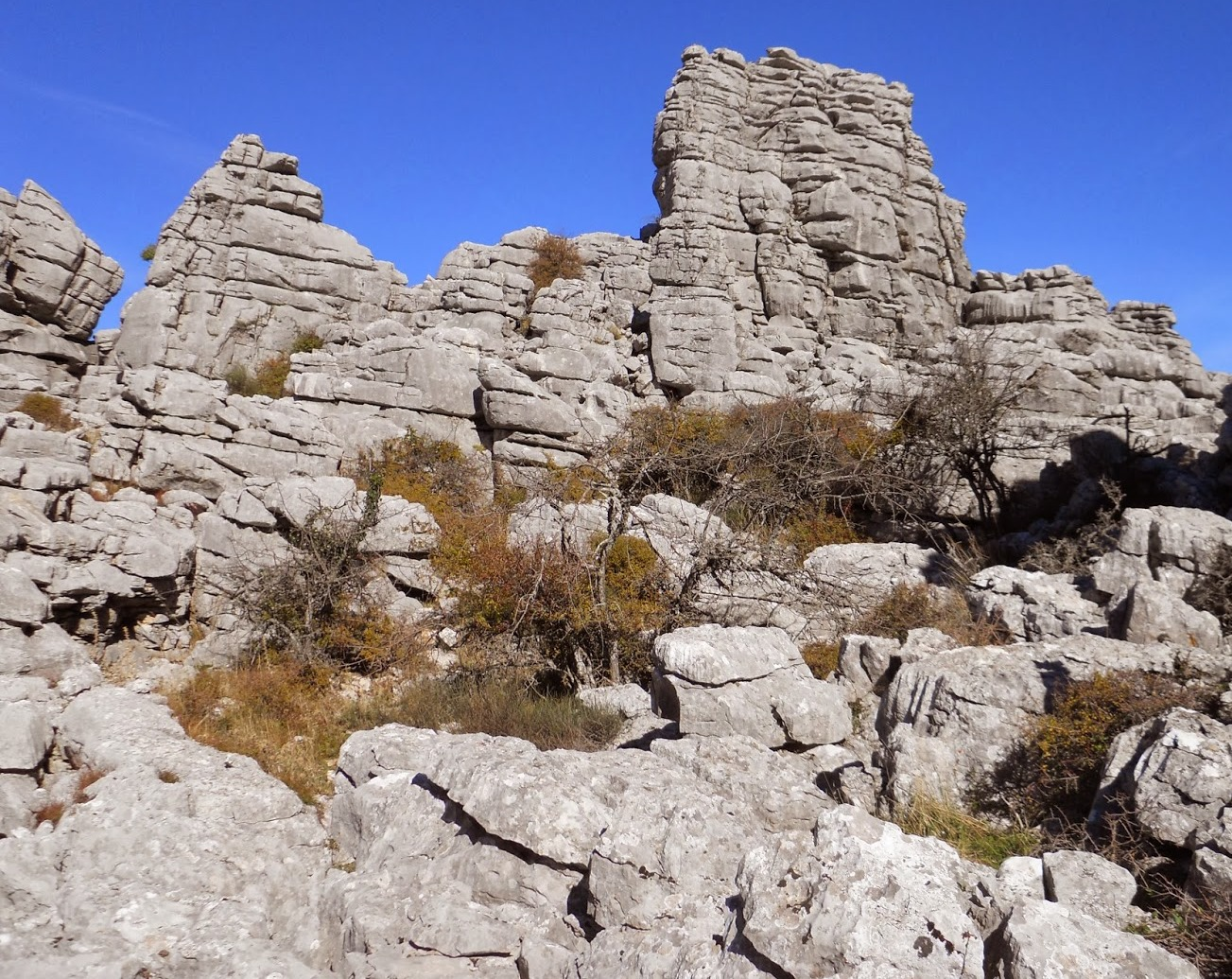
Afloramiento de la Formación Los Riscos en la provincia de San Luis.

## Edad
La deposición de la Formación Los Riscos se encuentra estimada entre los 110 y 120 Ma, asignando de esta manera una edad aptiana superior.

## Litología
Consiste en conglomerados soportados por matriz areno-limosa y distribuidos de forma mantiforme. 

## Ambiente
Desde el punto de vista ambiental representa depósitos de sinrift. Se los considera depósitos de lóbulos formados en los sectores de cabecera hasta el cuerpo interno de abanicos aluviales.

## Contenido fósil
En esta formación no se han encontrado restos fósiles, ya que sus componentes son mayormente psefíticos y generados a partir de flujos gravitatorios, lo cual dificulta la preservación de restos orgánicos.